# 타카히로 (작가)
다카히로(タカヒロ, 1981년 ~ )는 일본의 소설가, 일본 만화가, 비주얼 노벨 작가, 일본의 애니메이션 및 영화 각본가이다.

## 작품

### 일본 만화
- 아카메가 벤다!
- 마도정병의 슬레이브

### 비주얼 노벨
- 네가 주인이고 집사가 나
- 소녀들은 황야를 향한다

### 애니메이션
- 네가 주인이고 집사가 나
- 아카메가 벤다!
- 유우키 유우나는 용자다
- 소녀들은 황야를 향한다
- RELEASE THE SPYCE
- 월드 다이 스타

### OVA
- 유루유리

### 소설
- 유우키 유우나는 용자다